# Opius coloraticeps
Opius coloraticeps är en stekelart som beskrevs av Fischer 1996. Opius coloraticeps ingår i släktet Opius och familjen bracksteklar. Inga underarter finns listade i Catalogue of Life.